# 사토 쓰토무 (작가)
사토 쓰토무(일본어: 佐島勤)는 일본의 작가. 2011년 3월 11일부터《마법과고교의 열등생》을 집필, 출판.

## 작품 목록
- 마법과 고교의 열등생

## 같이 보기
- 일본어판 위키백과의 사토 쓰토무 문서